# Axylia mundipennis
Axylia mundipennis är en fjärilsart som beskrevs av W. Warren 1912. Axylia mundipennis ingår i släktet Axylia och familjen nattflyn. Inga underarter finns listade i Catalogue of Life.